# キャッチ - フレイム!
キャッチ - フレイム!（Catch-Flame!）は、ポール・ウェラーが2006年に発表したライヴ・アルバム。ソロ名義でのライヴ・アルバムとしては3作目。

## 解説
2005年12月5日、ロンドンのアレクサンドラ・パレスで行われたコンサートを録音。ザ・ジャムの「イン・ザ・クラウド」「ザッツ・エンターテインメント」「悪意という名の街」、スタイル・カウンシルの「ロング・ホット・サマー」「シャウト・トゥ・ザ・トップ」も演奏されている。

## 収録曲
特記なき楽曲はポール・ウェラー作。

### ディスク1
1. ザ・ウィーヴァー - "The Weaver"- 3:49
2. アウト・オブ・ザ・シンキング - "Out of the Sinking" - 3:28
3. ブリンク&ユー・ウィル・ミス・イット - "Blink and You'll Miss It" - 3:24
4. ペイパー・スマイル- "Paper Smile" - 3:08
5. ピーコック・スーツ - "Peacock Suit" - 2:56
6. フロム・ザ・フロアボーズ・アップ - "From the Floorboards Up" - 2:31
7. チェンジングマン - "The Changingman" (Paul Weller, Brendan Lynch) - 3:59
8. サヴェイジズ - "Savages" - 3:03
9. ゴーイング・プレイシズ - "Going Places" - 3:32
10. スージーズ・ルーム - "Up in Suzes' Room" - 4:23
11. ポーセリン・ゴッズ〜アイ・ウォーク・オン・ギルデッド・スプリンター - "Porcelain Gods/I Walk On Gilded Splinters" (P. Weller / John Creaux) - 10:56

### ディスク2
1. イン・ザ・クラウド - "In the Crowd" - 9:14
2. カモン/レッツ・ゴー - "Come On/Let's Go" - 2:59
3. フット・オブ・ザ・マウンテン - "Foot of the Mountain" - 8:03
4. ユー・ドゥ・サムシング・トゥ・ミー - "You Do Something to Me" - 3:46
5. ウィッシング・オン・ア・スター - "Wishing on a Star" (Calvin) - 4:23
6. ワイルド・ウッド - "Wild Wood" - 4:25
7. ペブル・アンド・ボーイ - "The Pebble & The Boy" - 4:47
8. ザッツ・エンターテインメント - "That's Entertainment" - 4:11
9. ブロークン・ストーンズ - "Broken Stones" - 4:37
10. ロング・ホット・サマー - "Long Hot Summer" - 6:42
11. シャウト・トゥ・ザ・トップ - "Shout to the Top" - 4:34
12. 悪意という名の街 - "Town Called Malice" - 3:40
13. アマングスト・バタフライズ - "Amongst Betterflies"- 2:50
日本盤CD、iTunes Storeボーナス・トラック
14. ヒア・イズ・ザ・グッド・ニュース - "Here's the Good News" - 3:12
日本盤CDボーナス・トラック

## 参加ミュージシャン
- ポール・ウェラー - ボーカル、ギター、ピアノ
- スティーヴ・クラドック - ギター
- デーモン・ミンケラ - ベース
- スティーヴ・ホワイト - ドラムス
- シェイマス・ベイゲン - キーボード